# Sandra Bullock
Sandra Anette Bullock (Arlington megye, Virginia, 1964. július 26. –) Oscar- és Golden Globe-díjas német származású amerikai színésznő, forgatókönyvíró, filmproducer.
A filmvásznon 1987-ben debütált egy kisebb szereppel a Hangmen című thrillerben, majd A pusztító (1993) és a Féktelenül (1994) akciófilm tette híressé. Az 1990-es évek folyamán főszerepeket kapott olyan romantikus vígjátékokban, mint az Aludj csak, én álmodom (1995) és a Majd elválik! (1998), valamint filmthrillerekben is feltűnt: A hálózat csapdájában (1995), Ha ölni kell (1996).
A 2000-es évektől szerepelt a Beépített szépség (2000), a Két hét múlva örökké (2002), a Nász-ajánlat (2009), a Női szervek (2013) és az Ocean’s 8 – Az évszázad átverése (2018) című vígjátékokban. Komolyabb hangvételű szerepei voltak az Ütközések (2004), a Megérzés (2007) és a Madarak a dobozban (2018) című filmekben.
A szív bajnokai (2009) című életrajzi filmjével, Leigh Anne Tuohy üzletasszony megformálásért megkapta a legjobb női főszereplőnek járó Oscart és hasonló kategóriában a Golden Globe-díjat is. A 2013-as Gravitáció című sci-fi thrillerrel ismét jelölték a két díjra.
Filmproducerként számos filmjében közreműködött, továbbá vezető producerként jegyzi a George Lopez (2002–2007) című szituációs komédiát is, melynek több epizódjában feltűnt.

## Pályafutása
Édesanyja, Helga Meyer operaénekesnő révén német származású. Édesapja, John Bullock alabamai, német származású énektanár. Fiatalkorában 12 évet töltött Németországban (Bajorországban) és Európa más országaiban. Folyékonyan beszél németül, német állampolgársága is van.
Már nyolcéves korában fellépett Nürnbergben, Bécsben és Salzburgban. Az USA-ba való visszatérte után az észak-karolinai Greenville-ben színészetet tanult. Miután az egyik vizsgaelőadáson Csehov Három nővérében sikert aratott, 1990-ben a A dolgozó lány című tévésorozatban, majd 1991-ben a Szerelmi bájitalban kapott főszerepet. Az Amit szerelemnek hívnak című filmben nemcsak szerepelt, hanem ő írta a Heaven Knocking on My Door című betétdalt is. Az igazi áttörést 1994-ben a Féktelenül című filmje jelentette. Annie-nak, a hétköznapi lánynak a megformálása felkeltette Jon Turteltaub rendező figyelmét, aki pont ilyen karaktert keresett az Aludj csak, én álmodom című filmjéhez.
1996-ban a legjobban fizetett színésznők közé emelkedett, amikor hatmillió amerikai dollárt kapott a Ha ölni kell című filmben nyújtott alakításáért. 1998-ban rendezett egy félórás kisfilmet, a Making Sandwichest, amelynek nemcsak a rendezője, de forgatókönyvírója és főszereplője is volt.
A Mint a hurrikánban Ben Affleck volt a partnere, a Zsaru pánikban című fekete komédiában pedig Liam Neesonnal szerepelt. A Beépített szépség című filmben egy okos és ügyes Szövetségi Nyomozóiroda-ügynököt játszik, aki – a film elején – a legkevésbé sem alkalmas egy szépségversenyen való megmérettetésre.
„Szeretem a humort. Mindig hanyatt dobom magam tőle. Olyan dolog, amiből sohasem elég. Ha jól adják elő, nagyszerű. De ha rosszul, akkor borzalmas tud lenni.”
2010-ben elsőként az Oscar-díjak történetében ugyanazon évben elnyerte az Oscar-díjat és az Arany Málna díjat is. Az amerikai Forbes magazin bejelentette, hogy 2010-ben 56 millió dolláros jövedelmével ő a világ legjobban kereső színésznője.
Egyik neki tulajdonított mondat szerint: „Akkor jöttem rá, hogy híres vagyok, amikor a fejem felett megjelent egy fényképezőgép, pedig épp pisiltem.”

## Magánélete
1989-ben a Religion, Inc. című filmjének rendezőjével, Michael Mailerrel járt. 1992-ben Tate Donovan amerikai színész oldalán kereste a boldogságot, akivel a Szerelmi bájital (Love Potion No. 9.) című filmjük forgatása alatt habarodtak egymásba. 1996-ban Matthew McConaughey színésszel járt, 1997-ben Bob Schneider jazz-zenésszel, 1999-ben Guy Forsythe zenésszel, majd 2002 és 2003 között Ryan Gosling színésszel, aki 16 évvel volt fiatalabb a színésznőnél. A Kísérleti gyilkosság (Murder by Numbers) című filmjük forgatása során szerettek egymásba, azonban kapcsolatuk vége szakadtával Sandra összejött Jesse G. Jamesszel.
A pár két év együttlét után 2005. július 16-án összeházasodott. Gyermekük nem született, azonban a férfinak már volt három, előző házasságaiból. 2010. június 23-án kimondták válásukat, mindössze két hónappal azután, hogy Sandra beadta a válókeresetet. Az ok Jesse James hűtlensége volt: házassága alatt négyszer csalta meg feleségét. 2010. április 28-án Sandra Bullock menedzsere bejelentette, hogy a színésznő örökbefogadott egy kisfiút, aki 2010 januárjában New Orleansban született. Az adoptálást Bullock és férje még közösen indították el, de miután beadták a válópert, Bullock egyedülállóként kérvényezte a kisfiú örökbefogadását. A gyermek a Louis Bardo Bullock nevet kapta. 2015 decemberében Bullock bejelentette, hogy örökbefogadott egy második gyermeket, és megjelent a People magazin borítóján az akkor 3 1/2 éves kislányával. 2015 júniusa óta kapcsolatban állt Bryan Randall fotóssal, aki 2023. augusztus 5-én halt meg, három évnyi betegség után az ALS hatásai miatt.
Bullock a jótékonysági szervezetek nagylelkű támogatójaként ismert. A 2001. szeptember 11-ei terrortámadások után egymillió dollárt adományozott a Vöröskeresztnek, és ugyanennyit a 2004-es indiai-óceáni cunami után. A 2010-es haiti földrengés után ismét egymillió dollárt adományozott, ezúttal az Orvosok Határok Nélkül szervezetnek. 2011-ben egymillió dollárt adományozott a 2011-es Tōhoku földrengés áldozatainak. Bullocknak van egy Fortis Films nevű produkciós cége.

## Filmográfia

### Film
Filmproducer
‡ – Vezető filmproducer
| Év   | Magyar cím                                 | Eredeti cím                            | Szerep                          | Magyar hang        |
| ---- | ------------------------------------------ | -------------------------------------- | ------------------------------- | ------------------ |
| 1987 | Hangmen                                    | Hangmen                                | Lisa Edwards                    |                    |
| 1989 | A pénz nem boldogít                        | A Fool and His Money                   | Debby Cosgrove                  |                    |
| 1989 |                                            | Who Shot Patakango?                    | Devlin Moran                    |                    |
| 1992 | Szerelmi bájital                           | Love Potion No. 9                      | Diane Farrow                    | Györgyi Anna       |
| 1993 | Nyom nélkül                                | The Vanishing                          | Diane Shaver                    | Kiss Erika         |
| 1993 | Bűvöletben                                 | When the Party's Over                  | Amanda                          |                    |
| 1993 | Amit szerelemnek hívnak                    | The Thing Called Love                  | Linda Lue Linden                | Kerekes Viktória   |
| 1993 | Amit szerelemnek hívnak                    | The Thing Called Love                  | Linda Lue Linden                | Für Anikó          |
| 1993 | A pusztító                                 | Demolition Man                         | Lenina Huxley                   | Kiss Erika         |
| 1993 | Az Amazon                                  | Fire on the Amazon                     | Alyssa Rothman                  | Für Anikó          |
| 1993 | Hemingway és én                            | Wrestling Ernest Hemingway             | Elaine                          | Fazekas Zsuzsa     |
| 1994 | Féktelenül                                 | Speed                                  | Annie Porter                    | Für Anikó          |
| 1994 | Én és a maffia                             | Who Do I Gotta Kill?                   | Lori                            |                    |
| 1995 | Aludj csak, én álmodom                     | While You Were Sleeping                | Lucy Eleanor Moderatz           | Györgyi Anna       |
| 1995 | A hálózat csapdájában                      | The Net                                | Angela Bennett                  | Für Anikó          |
| 1996 | Képtelen képrablás                         | Two If by Sea                          | Roz                             | Györgyi Anna       |
| 1996 | Ha ölni kell                               | A Time to Kill                         | Ellen Roark                     | Für Anikó          |
| 1996 | Szerelemben, háborúban                     | In Love and War                        | Agnes von Kurowsky              | Für Anikó          |
| 1997 | Féktelenül 2. – Teljes gőzzel              | Speed 2: Cruise Control                | Annie Porter                    | Für Anikó          |
| 1998 |                                            | Making Sandwiches (rövidfilm)          | Melba Club                      |                    |
| 1998 | Majd elválik! ‡                            | Hope Floats                            | Birdee Pruitt                   | Für Anikó          |
| 1998 | Átkozott boszorkák                         | Practical Magic                        | Sally Owens                     | Für Anikó          |
| 1998 | Egyiptom hercege                           | The Prince of Egypt                    | Miriam (hangja)                 | Gubás Gabi         |
| 1999 | Mint a hurrikán                            | Forces of Nature                       | Sarah Lewis                     | Kisfalvi Krisztina |
| 2000 | Zsaru pánikban                             | Gun Shy                                | Judy Tipp                       | Für Anikó          |
| 2000 | 28 nap                                     | 28 Days                                | Gwen Cummings                   | Für Anikó          |
| 2000 | Beépített szépség                          | Miss Congeniality                      | Gracie Hart                     | Györgyi Anna       |
| 2002 | Kísérleti gyilkosság ‡                     | Murder by Numbers                      | Cassie Mayweather nyomozó       | Für Anikó          |
| 2002 | Vagány nők klubja                          | Divine Secrets of the Ya-Ya Sisterhood | Siddalee 'Sidda' Walker         | Für Anikó          |
| 2002 | Két hét múlva örökké                       | Two Weeks Notice                       | Lucy Kelson                     | Für Anikó          |
| 2004 | Ütközések                                  | Crash                                  | Jean Cabot                      | Für Anikó          |
| 2005 | Kincsem                                    | Loverboy                               | Mrs. Harker                     |                    |
| 2005 | Beépített szépség 2. – Csábítunk és védünk | Miss Congeniality 2: Armed & Fabulous  | Gracie Hart                     | Györgyi Anna       |
| 2006 | Ház a tónál                                | The Lake House                         | Kate Forster                    | Györgyi Anna       |
| 2006 | A hírhedt                                  | Infamous                               | Harper Lee                      | Für Anikó          |
| 2007 | Megérzés                                   | Premonition                            | Linda Quinn Hanson              | Für Anikó          |
| 2009 | Nász-ajánlat ‡                             | The Proposal                           | Margaret Tate                   | Für Anikó          |
| 2009 | Ő a megoldás                               | All About Steve                        | Mary Horowitz                   | Für Anikó          |
| 2009 | A szív bajnokai                            | The Blind Side                         | Leigh Anne Tuohy                | Für Anikó          |
| 2011 | Rém hangosan és irtó közel                 | Extremely Loud & Incredibly Close      | Linda Schell                    | Für Anikó          |
| 2013 | Női szervek                                | The Heat                               | Sarah Ashburn különleges ügynök | Für Anikó          |
| 2013 | Gravitáció                                 | Gravity                                | Dr. Ryan Stone                  | Für Anikó          |
| 2013 |                                            | The Prime Ministers: The Pioneers      | Golda Meir (hangja)             |                    |
| 2015 | Minyonok                                   | Minions                                | Scarlett Túlölő (hangja)        | Szávai Viktória    |
| 2015 | A válságstáb ‡                             | Our Brand is Crisis                    | „Katasztrófa” Jane Bodine       | Für Anikó          |
| 2018 | Ocean’s 8 – Az évszázad átverése           | Ocean's Eight                          | Debbie Ocean                    | Für Anikó          |
| 2018 | Madarak a dobozban ‡                       | Bird Box                               | Malorie                         |                    |
| 2021 | Megbocsáthatatlan                          | The Unforgivable                       | Ruth Slater                     | Für Anikó          |
| 2022 | Az elveszett város                         | The Lost City of D                     | Loretta Sage                    | Für Anikó          |
| 2022 | A gyilkos járat                            | Bullet Train                           | Maria Beetle                    | Für Anikó          |

### Televízió
| Év        | Magyar cím                   | Eredeti cím                                                      | Szerep           | Megjegyzések                                         |
| --------- | ---------------------------- | ---------------------------------------------------------------- | ---------------- | ---------------------------------------------------- |
| 1989      |                              | Bionic Showdown: The Six Million Dollar Man and the Bionic Woman | Kate Mason       | tévéfilm                                             |
| 1989      |                              | Starting from Scratch                                            | Barbara Webster  | 1 epizód                                             |
| 1989      | Gyilkosság a Central Parkban | The Preppie Murder                                               | Stacy            | tévéfilm                                             |
| 1990      | Dolgozó lány                 | Working Girl                                                     | Tess McGill      | főszereplő (12 epizód)                               |
| 1990      | Jackie Collins: Vad játszma  | Lucky Chances                                                    | Maria Santangelo | minisorozat (3 epizód)                               |
| 1999      | Tiszta Hollywood             | Action                                                           | önmaga (cameo)   | - 1 epizód - magyar hangja: - Györgyi Anna           |
| 2002−2004 |                              | George Lopez                                                     | Accident Amy     | - szereplő (3 epizód) - vezető producer (120 epizód) |

## Díjak és jelölések

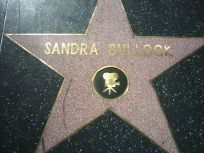
Csillaga a Walk of Fame-en

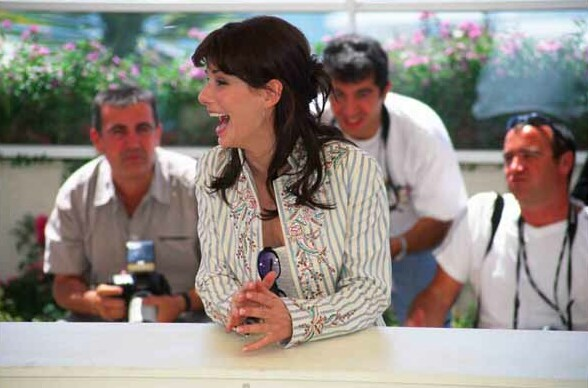
Sandra Bullock Cannes-ban (2002)

- 2014 – Oscar-díj jelölés – legjobb női főszereplő (Gravitáció)
- 2010 – Arany Málna díj – a legrosszabb páros (Ő a megoldás)
- 2010 – Arany Málna díj – a legrosszabb színésznő (Ő a megoldás)
- 2010 – Oscar-díj – a legjobb színésznő (A szív bajnokai)
- 2010 – Golden Globe-díj – a legjobb drámai színésznő (A szív bajnokai)
- 2010 – Golden Globe-díj jelölés – a legjobb vígjáték- vagy musicalszínésznő (Nász-ajánlat)
- 2001 – Golden Globe-díj jelölés – a legjobb vígjáték- vagy musicalszínésznő (Beépített szépség)
- 1998 – Arany Málna díj jelölés – a legrosszabb páros (Féktelenül 2.)
- 1998 – Arany Málna díj jelölés – a legrosszabb színésznő (Féktelenül 2.)
- 1996 – Golden Globe-díj jelölés – a legjobb vígjáték- vagy musicalszínésznő (Aludj csak, én álmodom)
- 1994 – Arany Málna díj jelölés – a legrosszabb női epizódszereplő (A pusztító)

## Fordítás
- Ez a szócikk részben vagy egészben  a   Sandra Bullock című angol Wikipédia-szócikk fordításán alapul.  Az eredeti cikk szerkesztőit annak laptörténete sorolja fel. Ez a jelzés csupán a megfogalmazás eredetét és a szerzői jogokat jelzi, nem szolgál a cikkben szereplő információk forrásmegjelöléseként.
- Ez a szócikk részben vagy egészben  a   Sandra Bullock filmography című angol Wikipédia-szócikk fordításán alapul.  Az eredeti cikk szerkesztőit annak laptörténete sorolja fel. Ez a jelzés csupán a megfogalmazás eredetét és a szerzői jogokat jelzi, nem szolgál a cikkben szereplő információk forrásmegjelöléseként.